# Euphranta transmontana
Euphranta transmontana är en tvåvingeart som först beskrevs av Ito 1984.  Euphranta transmontana ingår i släktet Euphranta och familjen borrflugor. Inga underarter finns listade i Catalogue of Life.